# Каппелло, Джино
Джино Каппелло (итал. Gino Cappello) (2 июня, 1920, Падуя, Италия — 28 марта, 1990, Болонья, Италия) — итальянский футболист. Прежде известный по выступлениям за клубы «Болонья» и «Милан», а также национальную сборную Италии.

## Клубная карьера
Воспитанник футбольной школы клуба «Падова». Профессиональную футбольную карьеру начал в 1938 году в основной команде этого же клуба, проведя там два сезона, приняв участие в 60 матчах чемпионата.
Своей игрой за эту команду привлек внимание представителей тренерского штаба «Милана», к составу которого присоединился в 1940 году. За «россонери» сыграл следующие три сезона. В составе «Милана» был одним из лучших бомбардиров команды, имея среднюю результативность на уровне 0,39 гола за игру.
В 1944 году вернулся в «Падову». В 1945 году перешёл в клуб «Болонья», с небольшими перерывами защищал цвета этой команды в течение 11 сезонов. Играя в составе «Болоньи» выходил на поле в основном составе команды.
Завершил профессиональную игровую карьеру в клубе «Новара» выступающей в Серии B, за эту команду выступал в течение 1956—1958 годов.

## Карьера за сборную
В 1949 году дебютировал в официальных матчах в составе национальной сборной Италии. За сборную сыграл 11 матчей, забив 3 мяча. В составе сборной был участником чемпионатов мира 1950 года в Бразилии 1954 года в Швейцарии.